# Брийкур
Брийку́р (фр. Brillecourt) — коммуна во Франции, находится в регионе Шампань — Арденны. Департамент — Об. Входит в состав кантона Рамрюпт. Округ коммуны — Труа.
Код INSEE коммуны — 10065.
Коммуна расположена приблизительно в 155 км к востоку от Парижа, в 55 км южнее Шалон-ан-Шампани, в 29 км к северо-востоку от Труа.

## Население
Население коммуны на 2008 год составляло 88 человек.
| 1962 | 1968 | 1975 | 1982 | 1990 | 1999 | 2008 |
| ---- | ---- | ---- | ---- | ---- | ---- | ---- |
| 111  | 112  | 114  | 82   | 77   | 81   | 88   |

## Администрация
| Период | Период | Фамилия   | Партия | Примечания |
| ------ | ------ | --------- | ------ | ---------- |
| 2001   | 2008   | Ив Бруэ   |        |            |
| 2008   |        | Ги Массон |        |            |

## Экономика

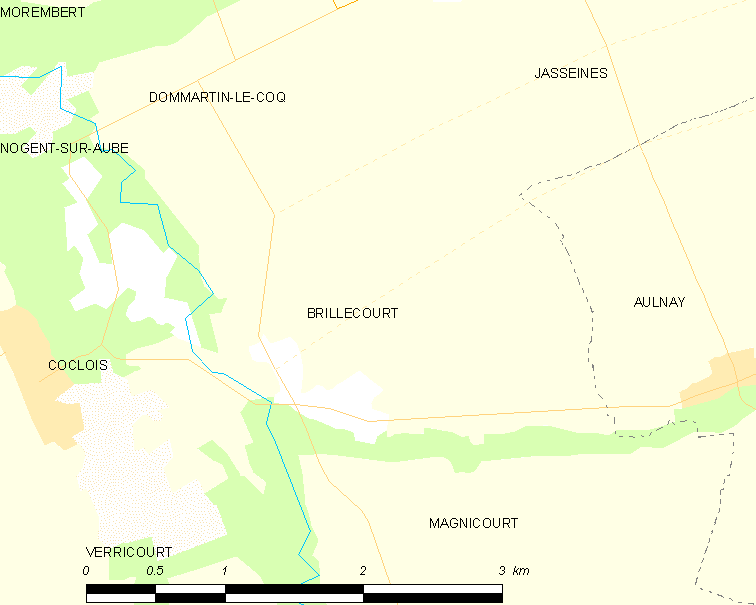
Карта коммуны

В 2007 году среди 54 человек в трудоспособном возрасте (15—64 лет) 44 были экономически активными, 10 — неактивными (показатель активности — 81,5 %, в 1999 году было 68,0 %). Из 44 активных работали 41 человек (24 мужчины и 17 женщин), безработных было 3 (2 мужчины и 1 женщина). Среди 10 неактивных 3 человека были учениками или студентами, 2 — пенсионерами, 5 были неактивными по другим причинам.